# 16275 Charlesma
A 16275 Charlesma (ideiglenes jelöléssel (16275) 2000 JP58) a Naprendszer kisbolygóövében található aszteroida. A LINEAR projekt keretében fedezték fel 2000. május 6-án.